# Agonum madagascariense
Agonum (Agonum) madagascariense – gatunek chrząszcza z rodziny biegaczowatych, podrodziny Platyninae i plemienia Platynini.

## Występowanie
Gatunek ten jest endemitem Madagaskaru.